# Léon Bernot
Léon Bernot, a volte indicato come Louis Bernot (La Côte-Saint-André, 26 luglio 1896 – Bron, 19 febbraio 1975), è stato un sollevatore francese.

## Palmarès
- Giochi olimpici

Anversa 1920: bronzo nei pesi massimi.